# Gennagyij Andrejevics Zjuganov
Gennagyij Andrejevics Zjuganov (oroszul: Геннадий Андреевич Зюганов; 1944. június 26. –) orosz politikus, az Oroszországi Föderáció Kommunista Pártjának elnöke, megalakulása óta vezetője és legtekintélyesebb képviselője. Pártja az Állami Duma legerősebb ellenzéki ereje.

## Pályája
Egy Orjol város környéki faluban, tanári család gyermekeként született 1944. június 26-án. Az orjoli tanárképző főiskola fizika-matematika szakán szerzett diplomát 1969-ben. Tanított, 1972-1974 között a területi Komszomol első titkára volt. 1974-1983 között az Orjoli terület pártbizottságain különféle tisztségeket töltött be, időközben elvégezte a szovjet kommunista párt társadalomtudományi akadémiáját. 1983-tól 1989-ig a párt Központi Bizottságának agitációs és propaganda osztályán dolgozott, majd az ideológiai osztály helyettes vezetőjévé nevezték ki. Részt vett az OSZSZSZK (Oroszországi Szovjet Szövetségi Szocialista Köztársaság) kommunista pártjának alapító értekezletén 1990-ben, ahol a Központi Bizottság titkárává és a Politikai Bizottság (a legszűkebb irányító szerv) tagjává választották. 1993 óta az Oroszországi Föderáció Kommunista Pártja első számú vezetője, Központi Bizottságának elnöke.
Ugyancsak 1993 óta az Állami Duma (a szövetségi parlament alsóháza) képviselője. Jelöltként indult az 1996-os elnökválasztáson, az első fordulóban a szavazatok közel 32%-át, a másodikban több mint 40%-át kapta meg, a 2000-ben a szavazatok kb. 29%-át nyerte el. 2007-ben újból bejelentette, hogy jelöltként indul a 2008. március 26-i elnökválasztásokon.

## Programja, politikai nézetei
Zjuganov nyilatkozataiban a jelenlegi politikai rendszer, a burzsoázia és a bürokrácia keményszavú bírálójaként jelenik meg. Pártjának első embereként a gazdaságban célja a gyors fejlesztés, a legfontosabb ágazatok újra-államosítása, ugyanakkor azonban a kis- és középvállalatokat nem megszüntetni, hanem erősíteni kívánja. Megtiltaná az oktatási és egészségügyi intézmények privatizálását, az egyes szociális juttatásokat újra ingyenessé tenné, ahogy az egykori szovjet rendszerben volt. A politikában a többpártrendszer hívének mutatkozik, ugyanakkor egy új alkotmányt tartana szükségesnek, amely biztosítaná, hogy a hatalom „a dolgozók tanácsai”-hoz kerüljön.